# Jak and Daxter: The Precursor Legacy
Jak and Daxter: The Precursor Legacy er et 2001 platformspil udviklet af Naughty Dog og udgivet af Sony Computer Entertainment America, og var det første spil i Jak and Daxter-serien. Det blev udgivet udelukkende til Sonys PlayStation 2 den 4. december 2001 i USA, og i Europa og Japan senere i samme måned. Jak and Daxter: The Precursor Legacy producerede senere to fortsættelser, Jak II og Jak 3. Et spin-off ved navn Jak X, og en midquel med titlen Daxter, blev også lavet.
Spiludviklingen begyndte i januar af 1999 og efterfulgte det fjerde spil i serien af Naughty Dogs Crash Bandicoot franchise til PlayStation. Ved sin udgivelse modtog Jak and Daxter kritisk anerkendelse, hvor de fleste kritikere roste spillet for dets variation. Mange kritikere var enige om, at spillet havde noget at det flotteste grafik der fandtes på tidspunktet for dets udgivelse. I 2002 havde spillet solgt over én million kopier globalt og i 2007 havde det solgt to millioner kopier i USA alene. I 2012 var det én af de remasterede porte der indgik i Jak and Daxter Collection for PlayStation 3, og for PlayStation Vita i 2013. Spillet blev udgivet som en "PlayStation 2 Classic" port for PlayStation 4 på den 22. august 2017. I 2022 blev en PC port udgivet af fans fra OpenGOAL projektet.

## Gameplay
Jak and Daxter har ligheder til platformspil som Banjo-Kazooie og Super Mario 64 i de opgaver som at samle ting til at lave fremskridt igennem banerne. Spilleren har adgang til overmenneskelige evner som dobbelt-hop, et rivende snurre spark, og nærende begrænset skade igennem at falde fra høje højder. Skader er betragtet ved hjælp at en livs-måler, som bliver mindre som spillerens figur er skadet af fjender, falder fra lange afstande, og laver kontakt med risikable overflader.
Spillet drejer sig om at samlingen af Power Cells (Power Celler), som kan blive tjent ved at kæmpe i mod fjender, betale dem via Precursor Orbs, udføre platform udfordringer, og på andre måder. Spiller figuren "Jak" har slag og sparke angreb, og kan også benytte forskellige Eco energier for at gennemfører opgaver, eller bekæmpe fjender i gladiator-stil i arena kampe.
At være en platformer, Jak and Daxter: The Precursor Legacy byder på forskellige samle objekter for spilleren til at samle. Hoved objektet er "Power Cells", brugt til at styrke maskineri til brug af at nå nye baner. Ægge-formede "Precursor Orbs" funktion som omløb, og kan blive byttet med for Power Cells ved forskellige lokaliseringer i spillet, mens man samler alle syv "Scout Flies" i hvilken som helst bane spilleren bliver belønnet med en Power Cell. Mens Precursor Orbs er i alle Jak and Daxter-spil, Power Cells vil ikke vise sig igen indtil Jak X: Combat Racing, hvor de viser sig i forskellige begivenheder.
Spillet rummer et tal af bosser, når de er besejret får spilleren Power Cells eller en metode for at lave længere fremskridt i spillet. En som den slags fjender er ikke påbudt, og er kun bekæmpet i en orden til at få en Power Cell, og er grunden til pigge fyldte tentakler rundt i junglen visner væk, og ikke længere posere en trussel til spilleren. En anden boss, en cyborg kaldt Klaww, skal bekæmpes i orden til at forlade bjerg området. For at gøre det, må spilleren samle nok Power Cells til at kunne benytte en levitationsmaskine og stoppe det der blikker stien, og tillader adgang til ham. Når han er besejret, områderne udover hans tilflugtssted er tilgængelige.
En stor del af gameplayet drejer sig om "Eco", en type farvet energi som findes i seks forskellige former. Spilleren kan benytte Eco ved at af en glødende partikel som overdrager en lille mængde, eller Eco lufthuller som giver en fuld-opladet udbrud af Eco energi. Den Grønne Eco, den mest simple, genopretter helbredet. Blå Eco øger Jaks fart, tiltrækker nogle objekter hen imod ham, og aktivere noget bestemt maskineri. Sjælden Rød Eco øger ens angrebskraft, mens Gul Eco tillader at spilleren skyder udbrud af energi.
De andre to typer af Eco viser sig kun, og er ikke aktivt brugt af spilleren under hoved spillet. Små mængder af Dark Eco laver skader når det får kontakt med spilleren, og at falde ned i en pøl af Dark Eco resultere i at man dør med det samme. White Eco er set og brugt kun i den sidste boss kamp, og er kombineret af alle andre typer af Eco undtaget Dark.

## Indholdsoversigt

### Miljø
Spillet er sat i en fiktions planet skabt af Naughty Dog specielt til spillet. Den indeholder en mængde af meget forskellige steder for spilleren til at udforske, områder fra jungle til vulkaner. Hvert område indeholder otte Power Celler, med undtagelse af boss baner og trænings områder.

### Figurer
Ligesom alle følgende spil i serien med undtagelse af PlaySation Portable spillet Daxter, er hoved figuren Jak, en stille overordnet helt som er 15 år gammel. Hans bedste ven er Daxter (stemmelagt af Max Casella), en højlydt der er transformeret i starten af spillet til en fiktionel hybrid af en odder og en væsel, kaldt en ottsel. De to drenge bor sammen med Samos Hagai, the Sage (vismanden) af Grøn Eco, far til Keira, som er selvbestemt kærligheds interesseret. Hun bygger det flyvende Zoomer køretøj som Jak og Daxter bruger et par gange i løbet af spillet.
De overordnede skurke fra spillet er Gol Acheron og hans søster Maia, forsker som er blevet onde af effekten fra det Dark Eco som de studerede. Deres mål er at åbne en gigantisk silo fyldt med Dark Eco og bruge det til at forme et univers efter hvad de kan lide. Andre figurer er de Blå, Røde, og Gule sages, alle som er mestre af det Eco de tager deres navne fra. sammen med Samos, er de fanget af Acheronerne nær slutningen af spillet i en orden til at give kraft til en kæmpe robot, som Gol og Maia håber på at kunne bruge til at åbne Eco siloen.

### Plot
Historien begynder med en fortælling af Samos the Sage, mester af Grøn Eco. Han snakker kryptisk på Precursorne, mestrende af universet og skaberne af alt liv på planeten. Mens, en stum person kaldt Jak og hans narrestreg-lavende ven, Daxter, er på vej til det forbudte Misty Island (Dis Øen), imod Samos' forlangen. Efter ankomsten, ser de to personer som er i gang med at henvende sig en hær af onde Lurker (lurer) væsener. Jak og Daxter, er bekymret over hvad de ser, og forbereder sig på at tage af sted, men er angrebet af en stor Lurker. Jak håndtere at ødelægge den ved at bruge en tønde af Eco, men eksplosionen kaster Daxter ind i en pøl Dark Eco. Daxter flyver op ud af pølen, transformeret til en ottsel, en hybrid af en odder og væsel, men er mirakuløst uskadt. Tilbage vendt til deres landsby af Sandover, de søger hjælp fra Samos som oplyser at kun Gol Acheron, vismanden af Dark Eco, kunne få Daxter skiftet tilbage.
Ruten nord på mod Gol er blokkeret af Fire Canyon, som man kun kan komme tværs over med Keira's Zoomer (en uundværlig svævecykel) udstyret med et varme skjold optanket af nok Power Cells. Efter at Jak og Daxter samler nok Power Cells. Landsbyen ved enden Af canyonen (fjeldkløften) er blevet hovedsageligt ødelagt af en Kæmpe cyborg Lurker kaldt Klaww, mens den Blå Eco sage som beskytter landsbyen er på mystisk vis forsvundet. Jak og Daxter finder dem selv i en søgen efter flere Power Cells for at fylde mere energi til en anti-tyngdekrafts apparat og ublokkere vejen til Klawws tilflugtssted ved bjergtinden. Efter at have lavet en vej op til bjerget, de bekæmper Klaww og kører på deres Zoomer ned af bjerget til the Volcanic Crater (vulkansk krater).
Jak laver sin vej til den Røde sages laboratorium, hvor han finder ud af at alle Sages undtaget Samos er blevet kidnappet af de samme folk som Jak og Daxter så snakke med Lurkerne på Misty Island. Folkene viser sig at være Gol Acheron og Maia Acheron, Gols søster, som ønsker at oversvømme verden med Dark Eco ved at bruge Dark Eco siloerne. Jak genvinder flere Power Cells så Keira kan opgradere Zoomerens varme skjold i en orden for at kunne navigere en lava-fyldt tunnel.